# Echemus dilutus
Echemus dilutus är en spindelart som först beskrevs av Ludwig Carl Christian Koch 1873.  Echemus dilutus ingår i släktet Echemus och familjen plattbuksspindlar.
Artens utbredningsområde är Queensland. Inga underarter finns listade i Catalogue of Life.